# 鲜英
鲜英（1885年—1968年），字特生，男，四川西充人，中华人民共和国政治人物。曾任西南军政委员会委员，民盟中央委员会委员、四川省民盟副主任委员。

## 生平
1954年，当选第一届全国人民代表大会代表。

## 家庭
子鲜恒、鲜继坚等。